# Index (Washington)
Index ist eine Stadt (Town) im Snohomish County im US-Bundesstaat Washington. Zum United States Census 2020 lebten in Index 155 Einwohner.

## Geschichte
Vor der Besiedlung des Gebietes durch Weiße lebten in der Region zwischen Sultan und Index die Skykomish. Sie sprachen Lushootseed, eine Sprache der Küsten-Salish; das Fischen im Skykomish River war ein bedeutender Teil ihres Wirtschaftslebens.
Holzfällerei trug in der zweiten Hälfte des 19. Jahrhunderts wesentlich zum wirtschaftlichen Aufschwung kleinerer Siedlungen im östlichen Teil des Gebietes bei, was 1861 zum Snohomish County wurde. Ein Goldfund 1889 im nahen Monte Cristo trieb weitere Erkunder un Siedler in das Gebiet. Die Stadt ist nach dem nahen Mount Index benannt.
Index wurde offiziell am 11. Oktober 1907 als Gebietskörperschaft anerkannt.

## Geographie
Index liegt auf 47°49'15" N / 121°33'14" W in den westlichen Ausläufern der Kaskadenkette; der Gipfel des Mount Index liegt etwa 4,8 km südlich der Stadt. Nach dem United States Census Bureau nimmt die Stadt eine Gesamtfläche von 0,6 km² ein; Wasserflächen sind nicht darunter. Die Index Town Walls, Granit-Klippen von bis zu 152,4 Metern Höhe, liegen an der nördlichen Stadtgrenze. Diese Felsen sind das Hauptziel für Felskletterer, da sie eine Vielfalt hochwertiger Kletterrouten bieten.
Index liegt am North Fork Skykomish River, gerade oberhalb seines Zusammenflusses mit dem Hauptstrom des Skykomish River. Die Sunset Falls des Skykomish River, eine nahegelegene fast 100 Meter lange Granitrinne mit gut 30 Metern Höhenunterschied, liegt etwa 1,6 km von der Stadt entfernt am South Fork  Skykomish River.
Die Stadt liegt etwa 1,6 km nördlich des U.S. Highway 2, etwa 40 km westlich des Stevens Pass. Eine Linie der BNSF Railroad, früher der Great Northern Railway, verläuft durch das Zentrum; sie war einst ein wichtiger Halt für die Bergbau- (speziell in Monte Cristo und Galena) und Holzfäll-Aktivitäten nördlich der Stadt.

## Demographie
| Jahr | Einwohner¹ |
| ---- | ---------- |
| 1910 | 417        |
| 1920 | 412        |
| 1930 | 381        |
| 1940 | 217        |
| 1950 | 211        |
| 1960 | 158        |
| 1970 | 169        |
| 1980 | 147        |
| 1990 | 139        |
| 2000 | 157        |
| 2010 | 178        |
| 2020 | 199        |

¹ 1910–2020: Volkszählungsergebnisse

### Census 2000
Nach der Volkszählung von 2000 gab es in Index 157 Einwohner, 75 Haushalte und 39 Familien. Die Bevölkerungsdichte betrug 242,5 pro km². Es gab 100 Wohneinheiten bei einer mittleren Dichte von 154,4 pro km².
Die Bevölkerung bestand zu 95,54 % aus Weißen, zu 1,27 % aus Indianern, zu 1,27 % aus Asiaten, und zu 1,91 % aus zwei oder mehr „Rassen“. Hispanics oder Latinos „jeglicher Rasse“ bildeten 1,91 % der Bevölkerung.
Von den 75 Haushalten beherbergten 30,7 % Kinder unter 18 Jahren, 34 % wurden von zusammen lebenden verheirateten Paaren, 10,7 % von alleinerziehenden Müttern geführt; 48 % waren Nicht-Familien. 36 % der Haushalte waren Singles und 5,3 % waren alleinstehende über 65-jährige Personen. Die durchschnittliche Haushaltsgröße betrug 2,09 und die durchschnittliche Familiengröße 2,67 Personen.
Der Median des Alters in der Stadt betrug 43 Jahre. 22,3 % der Einwohner waren unter 18, 3,2 % zwischen 18 und 24, 29,9 % zwischen 25 und 44, 37,6 % zwischen 45 und 64 und 7 65 Jahre oder älter. Auf 100 Frauen kamen 103,9 Männer, bei den über 18-Jährigen waren es 110,3 Männer auf 100 Frauen.
Alle Angaben zum mittleren Einkommen beziehen sich auf den Median. Das mittlere Haushaltseinkommen betrug 43.125 US$, in den Familien waren es 32.000 US$. Männer hatten ein mittleres Einkommen von 32.500 US$ gegenüber 13.750 US$ bei Frauen. Das Pro-Kopf-Einkommen betrug 22.023 US$. Etwa 17,5 % der Familien und 16,9 % der Gesamtbevölkerung lebte unterhalb der Armutsgrenze; das betraf 29,3 % der unter 18-Jährigen und keinen der über 65-Jährigen.

### Census 2010
Nach der Volkszählung von 2010 gab es in Index 178 Einwohner, 80 Haushalte und 44 Familien. Die Bevölkerungsdichte betrug 298,8 pro km². Es gab 116 Wohneinheiten bei einer mittleren Dichte von 194,7 pro km².
Die Bevölkerung bestand zu 95,5 % aus Weißen, zu 1,7 % aus Asiaten, zu 0,6 % aus Pazifik-Insulanern, zu 0,6 % aus anderen „Rassen“ und zu 1,7 % aus zwei oder mehr „Rassen“. Hispanics oder Latinos „jeglicher Rasse“ bildeten 4,5 % der Bevölkerung.
Von den 80 Haushalten beherbergten 26,3 % Kinder unter 18 Jahren, 41,3 % wurden von zusammen lebenden verheirateten Paaren, 12,5 % von alleinerziehenden Müttern und 1,3 % von alleinstehenden Vätern geführt; 45 % waren Nicht-Familien. 41,3 % der Haushalte waren Singles und 12,5 % waren alleinstehende über 65-jährige Personen. Die durchschnittliche Haushaltsgröße betrug 2,23 und die durchschnittliche Familiengröße 3,02 Personen.
Der Median des Alters in der Stadt betrug 42 Jahre. 22,5 % der Einwohner waren unter 18, 5,6 % zwischen 18 und 24, 24,1 % zwischen 25 und 44, 35,5 % zwischen 45 und 64 und 12,4 65 Jahre oder älter. Von den Einwohnern waren 47,2 % Männer und 52,8 % Frauen.

## Wirtschaft
Die Basis der lokalen Wirtschaft ist von der Primärindustrie (Bergbau und Forstwirtschaft) zum Tourismus gewechselt. Außerdem unterhält Paradise Sound das Studio X genannte Tonstudie, wo Jerry Cantrell und The Walkabouts bereits Alben aufgezeichnet haben.

## Kultur
Viele Jahre lang war das der Bruderschaft des Improved Order of Red Men gehörende Gebäude, die sogenannte Red Men Hall, das größte Gebäude der Stadt und gleichzeitig das Zentrum des sozialen Lebens. Das Gebäude brach 2009 während eines Sturms unter der Schneelast zusammen.